# Skandinavische Besiedlung Amerikas

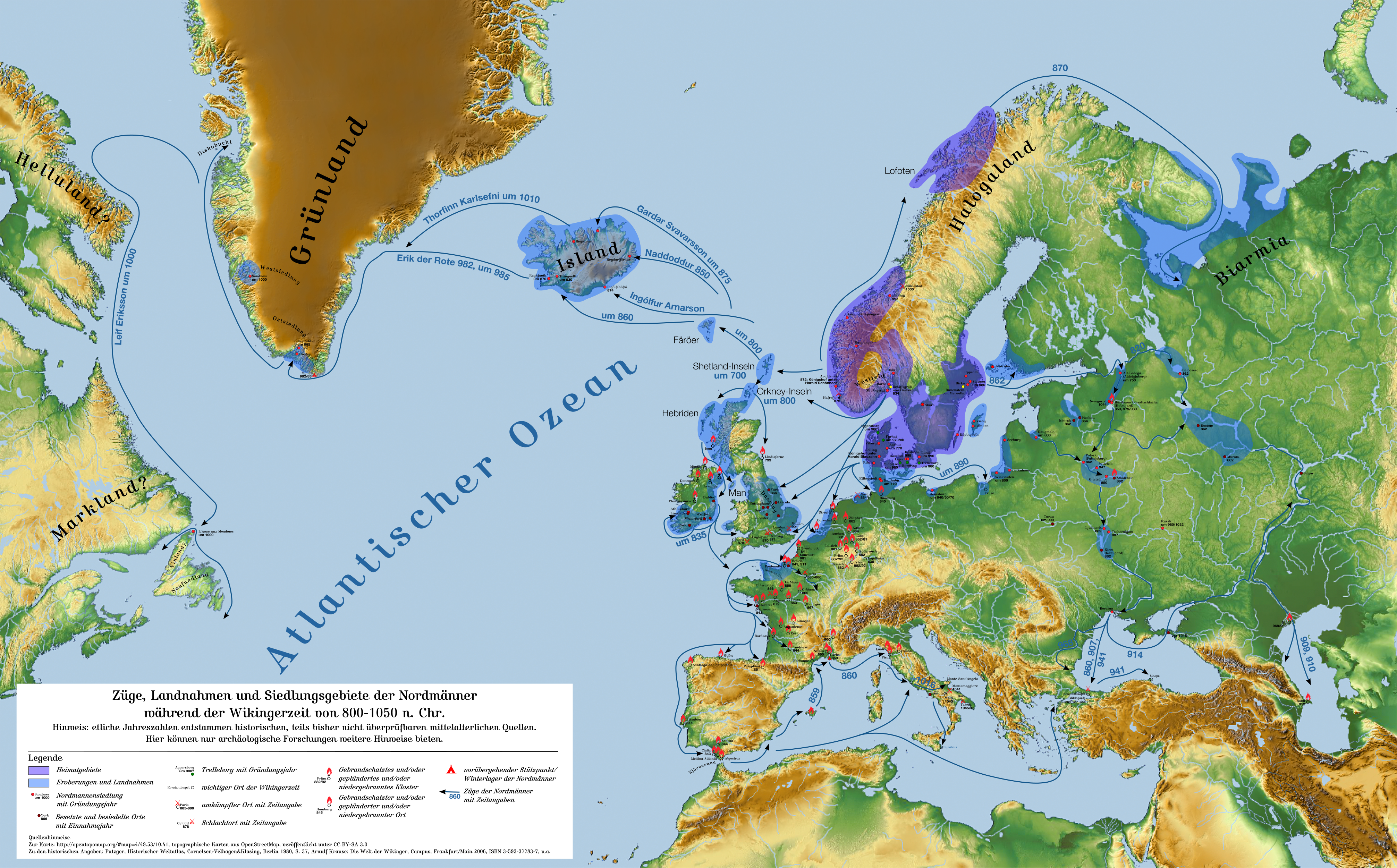
Gebiete und Reiserouten der Skandinavier zur Wikingerzeit

Die skandinavische Besiedlung Amerikas erfolgte nach dem Zeugnis der Vinland-Sagas für kurze Zeit um das Jahr 1000, als norwegisch-isländisch-grönländische Seefahrer Gebiete im Nordosten Nordamerikas entdeckten. Die Siedlungen waren klein und wurden nach wenigen Jahren wieder aufgegeben. Die überlieferten Quellen sind widersprüchlich, sie schreiben die Aufgabe der Siedlungen entweder feindlichen Auseinandersetzungen der skandinavischen Siedler mit den Ureinwohnern oder Konflikten innerhalb der Siedlergruppe zu.
Die Entdeckung Amerikas durch wikingerzeitliche Skandinavier war lange Zeit nur durch Sagas der altnordischen Literatur belegt, wobei es unklar war, inwiefern diese Sagas tatsächlich stattgefundene Reisen beschreiben und ob es sich bei den Beschreibungen tatsächlich um eine Entdeckung und Besiedlung Nordamerikas handelte. Die Entdeckung und (kurze) Besiedlung Nordamerikas durch wikingerzeitliche Seefahrer ist seit den 1960er Jahren auch archäologisch belegt, als eine skandinavische Siedlung in L’Anse aux Meadows auf Neufundland ausgegraben wurde. Weitere Funde, darunter auch Runensteine, die eine Ausbreitung der Skandinavier in weitere Gebiete Nordamerikas belegen sollen, haben sich bisher als Fälschungen oder Fehlinterpretationen herausgestellt.

## Schriftliche Quellen
Das erste schriftliche Zeugnis über die Entdeckung einer Insel namens Vinland durch skandinavische Seefahrer findet sich in den Gesta Hammaburgensis ecclesiae pontificum des Adam von Bremen, eines Bremer Klerikers und Chronisten, aus dem Jahre 1076. Adam beruft sich als Informanten auf den Dänenkönig Sven Estridsson, und das genannte Vinland soll eine Insel sein, die man im Westen des damals bekannten Teils des Nordatlantiks erreicht hat.
Die ausführlichsten Quellen zur skandinavischen Besiedlung Amerikas sind zwei Isländersagas, die als Vinland-Sagas bezeichneten Eiríks saga rauða (über Erik den Roten), und Grænlendinga saga aus dem 13. Jahrhundert. Die ältere Version der Eiríks saga rauða stammt aus der  Handschrift Hauksbók des 14. Jahrhunderts. Die jüngere Version aus dem 15. Jahrhundert findet sich in der Handschrift Skálholtsbók. Überliefert ist die Grænlendinga saga nur in der Handschrift Flateyjarbók aus dem 14. Jahrhundert.
Diesen Sagas zufolge begannen die skandinavischen Grænlendingar nur wenige Jahre, nachdem sie Grönland besiedelt hatten, Länder im Westen Grönlands zu erforschen. Die Vinland-Sagas erzählen von mehreren Expeditionen in die Länder im Westen Grönlands, wobei sie in Details und auch bei der Erwähnung der beteiligten Personen voneinander abweichen. Übereinstimmend wird in beiden Sagas jedoch gesagt, dass Leif Eriksson der erste Skandinavier war, der die neuen Länder im Westen betrat: Laut der Grænlendinga saga wurde der Händler Bjarni Herjólfsson auf dem Weg von Island nach Grönland vom Kurs abgetrieben und sichtete Land westlich Grönlands, ohne es selbst zu betreten. Er beschrieb seine Entdeckung Leif Eriksson, der eine Expedition nach Westen startete und das Gebiet erstmals betrat. Die Eiríks saga rauða berichtet von einer Expedition Leifs nach Grönland im Auftrag des norwegischen Königs Olaf, während der er schließlich in unbekannte Länder im Westen geriet.
Die Sagas nennen verschiedene geografische Namen für Gebiete, die während der Erforschung entdeckt wurden: Helluland („Land der flachen Steine“), Markland („Waldland“) und Vinland. Die Sagas erzählen, dass verschiedene Schiffsexpeditionen der Skandinavier in Vinland überwinterten oder sich für mehrere Jahre in Vinland ansiedelten. Beide Sagas sagen, dass die Siedlungen in den neu entdeckten Gebieten jedoch spätestens nach wenigen Jahren wieder aufgegeben wurden, unter anderem weil die Skandinavier in Konflikt mit den Ureinwohnern gerieten oder weil innerhalb der Siedlergruppe gewalttätige Konflikte ausbrachen und die Überlebenden die Siedlung verließen.
Ein weiterer, erst 2021 entdeckter Quellenhinweis befindet sich in der zwischen 1339 und 1345 verfassten Chronica universalis des italienischen Dominikaners Galvano Fiamma, wo Markland unter dem Namen Marckalada erwähnt wird.

## Archäologische Funde

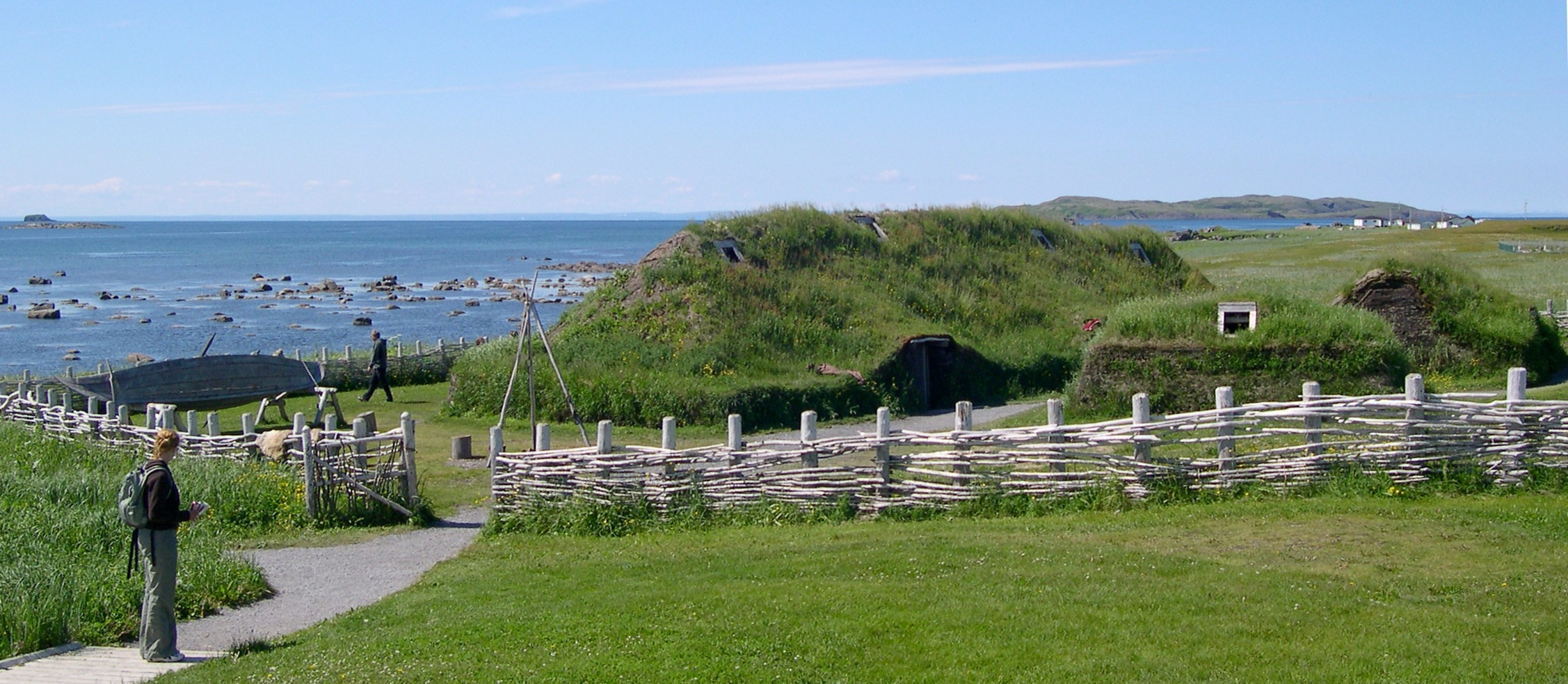
Rekonstruierte Wikingersiedlung in L’Anse aux Meadows

Einige Jahrhunderte nachdem Christoph Kolumbus’ Reisen Amerika für die Besiedlung durch Europäer im großen Stil erschlossen hatten, war es unklar, ob bekannte Geschichten tatsächliche Reisen von Skandinaviern nach Nordamerika erzählten. Die Sagas wurden erst ernst genommen, nachdem der dänische Archäologe Carl Christian Rafn (1795–1864) die Möglichkeit einer skandinavischen Besiedlung von und Reisen nach Nordamerika aufgezeigt hatte. William Munn aus Neufundland veröffentlichte 1914 seine Überlegungen hinsichtlich der jeweiligen Lage von Helluland, Markland und Vinland, wobei er Letzteres im Norden Neufundlands vermutete.
Die Frage, ob Skandinavier um 1000 den amerikanischen Kontinent erreicht haben, wurde endgültig in den 1960er Jahren beantwortet, als eine skandinavische Siedlung in L’Anse aux Meadows auf Neufundland von dem Ehepaar Anne Stine Ingstad und Helge Ingstad ausgegraben wurde, etwa in der Gegend des von Munn angenommenen Ortes. Um das legendäre Vinland zu finden, verwendeten die Ingstads zunächst die Vinland-Sagas und andere mittelalterliche Quellen. 1960 wurde Helge Ingstad von einem Fischer auf Neufundland, George Decker aus L'Anse aux Meadows, auf überwachsene Mauerreste in Epaves Bay an der Nordspitze der Insel aufmerksam gemacht. Es folgten von 1961 bis 1969 archäologische Grabungen unter der Leitung von Anne Ingstad. Sie ergaben, dass die Mauerreste tatsächlich von acht oder neun Gebäuden stammen, die von Skandinaviern der Wikingerzeit bewohnt wurden.
Dies wird durch wenige Funde belegt. Bei ihnen handelt es sich jedoch um eindeutige Artefakte, darunter eine Lampe aus Speckstein, die nur in Grönland vorkommt, und eine kleine Ringnadel, wie sie aus dem wikingerzeitlichen Norwegen bekannt ist. Ferner wurde in einem Nebengebäude Schlacke, Überreste aus der Eisenverarbeitung, gefunden, was ebenfalls auf skandinavische Siedler hinweist, denn die Ureinwohner Neufundlands kannten um 1000 noch keine Eisenverarbeitung. In der Nähe dieser mutmaßlichen Schmiede fanden die Ingstads außerdem eine Grube, in der Holzkohle hergestellt wurde. Eine Datierung mit der Radiokarbonmethode ergab ein Alter der Holzkohle zwischen 640 und 990 n. Chr., was zum Zeitraum der skandinavischen Expeditionen in Richtung Westen passen könnte. Obwohl die Überreste der Gebäude darauf hindeuten, dass hier eine permanente Siedlung angelegt wurde, belegen die spärlichen Funde, dass die Bewohner der Siedlung sie wohl schon nach wenigen Jahren wieder aufgegeben haben.
Die Lage der verschiedenen Länder, die in den Sagas beschrieben wurden, blieb weiterhin unklar. Viele Historiker identifizierten Helluland als Baffininsel und Markland als Labrador-Halbinsel. Die Lage Vinlands ist eine schwierigere Frage. Einige glauben, dass die Siedlung in L’Anse aux Meadows die Siedlung ist, die in den Sagas beschrieben wird. Andere Forscher weisen auf die Überreste grauer Walnüsse (bot. Juglans cinerea) hin, die man bei Nachgrabungen in L'Anse aux Meadows gefunden hat und die weder heute noch um 1000 in Neufundland vorkamen, sondern erst südlich des Sankt-Lorenz-Stromes im heutigen New Brunswick in Kanada zu finden sind. Weitere archäologische Belege dazu stehen bisher aus.

## Fälschungen und Fehlinterpretationen
Als im 19. Jahrhundert sich ein größeres Bewusstsein für die eigene Vergangenheit entwickelte, gerieten vor allem unter den Nachfahren skandinavischer Einwanderer die Vinland-Sagas in den Mittelpunkt des Interesses. Da es bis in die 1960er Jahre, bis zum Fund in L'Anse aux Meadows, keine archäologische Belege für eine Verbindung zwischen Skandinavien und Amerika vor Kolumbus gab, entstanden verschiedene Artefakte, die eine Entdeckung Amerikas durch Skandinavier „belegen“ sollten. Dieser Trend ist der Ursprung der sogenannten Viking hoaxes (dt. etwa „Wikingerfälschungen“).
Einige der bekanntesten Fälschungen und Fehlinterpretationen sind die folgenden:
Die Felszeichnungen von Peterborough, Ontario, wurden von einem amerikanischen Hobbyarchäologen und Autor als Wikinger-Funde in Amerika populär gemacht. Er sah darin Ähnlichkeiten zu Felszeichnungen aus der skandinavischen Bronzezeit und meint damit den Kontakt mit den Skandinaviern beweisen zu können. Tatsächlich handelt es sich bei den Felszeichnungen nachweislich um Hinterlassenschaften der Algonkin aus präkolumbianischer Zeit.
Es wurden Artefakte in Nordamerika gefunden, die man als Runensteine der Wikinger interpretierte, wie der Runenstein von Kensington (Minnesota) und der Heavener-Runenstein (Oklahoma). Alle gelten jedoch als Fälschungen aus der zweiten Hälfte des 19. und aus dem 20. Jahrhundert.
Bekannt ist auch die sogenannte „Vinland-Karte“, die Vinland und Teile der grönländischen Küste zeigen und aus dem 15. Jahrhundert stammen soll. Die Darstellungsform der Karte weicht jedoch so sehr von anderen mittelalterlichen skandinavischen Karten ab, dass sie nach derzeitiger wissenschaftlicher Forschung sehr wahrscheinlich eine Fälschung ist; auch die chemischen Untersuchungen der Karte sprechen dafür.